# Близькі члени родини
Близькі́ чле́ни род́ини (або близькі́ ро́дичі) — законодавчий термін, що позначає родичів (членів сім'ї) особи, які мають особливі права та/або обов'язки через тісні стосунки з особою.
Законодавство України подає різні визначення цього та споріднених термінів:
- Кримінально-процесуальний кодекс України визначає поняття близькі родичі та члени сім'ї: чоловік, дружина, батько, мати, вітчим, мачуха, син, дочка, пасинок, падчерка, рідний брат, рідна сестра, дід, баба, прадід, прабаба, внук, внучка, правнук, правнучка, усиновлювач чи усиновлений, опікун чи піклувальник, особа, яка перебуває під опікою або піклуванням, а також особи, які спільно проживають, пов'язані спільним побутом і мають взаємні права та обов'язки, у тому числі особи, які спільно проживають, але не перебувають у шлюбі.
- Кодекс законів про працю України подає, що близькими родичами чи свояками є батьки, подружжя, брати, сестри, діти, а також батьки, брати, сестри та діти подружжя.
- Закон України «Про державний захист працівників суду і правоохоронних органів» визначає, що близькі родичі — батьки, дружина (чоловік), діти, рідні брати та сестри, дід, баба, онуки.
- Міжнародний стандарт бухгалтерського обліку визначає, що близькими родичами фізичної особи є діти, чоловік (дружина) чи шлюбний партнер особи, діти чоловіка (дружини) чи шлюбного партнера особи, утриманці фізичної особи або її чоловіка (дружини) чи шлюбного партнера.
- Медичні норми клінічних випробувань визначають, що близькі родичі — чоловік (дружина), батьки, діти, рідні брати й сестри.
- Закон України «Про запобігання корупції» визначає[1], що:
  - члени сім'ї — чоловік (дружина) та діти до досягнення ними повноліття; а також усі особи, які спільно проживають, пов'язані спільним побутом, у тому числі особи, які спільно проживають, але не перебувають у шлюбі;
  - близькі особи — члени сім'ї, а також чоловік, дружина, батько, мати, вітчим, мачуха, син, дочка, пасинок, падчерка, рідний та двоюрідний брати, рідна та двоюрідна сестри, рідний брат та сестра дружини (чоловіка), племінник, племінниця, рідний дядько, рідна тітка, дід, баба, прадід, прабаба, внук, внучка, правнук, правнучка, зять, невістка, тесть, теща, свекор, свекруха, батько та мати дружини (чоловіка) сина (дочки), усиновлювач чи усиновлений, опікун чи піклувальник, особа, яка перебуває під опікою або піклуванням суб'єкта[2].
- Закон України «Про банки та банківську діяльність» визначає два подібні поняття:[1]
  - прямі родичі — батько, мати, діти, рідні брати та сестри, дід, баба, онуки;
  - асоційована особа — чоловік або дружина, прямі родичі особи, прямі родичі чоловіка або дружини особи, чоловік або дружина прямого родича.
- Закон України «Про акціонерні товариства» визначає в контексті визначення афілійованих осіб, що члени сім'ї фізичної особи' — чоловік (дружина), а також батьки (усиновителі), опікуни (піклувальники), брати, сестри, діти та їхні чоловіки (дружини).